# Luka Juhart
Luka Juhart, slovenski akordeonist in skladatelj * 19. september 1982. 
Po opravljeni Glasbeni gimnaziji v Mariboru pri Andreju Lorberju se je vpisal na Državno visoko šolo za glasbo v Trossingenu (Nemčija), v razred Huga Notha. Leta 2005 je opravil pedagoško, leto kasneje pa še umetniško diplomo. Podiplomski študij nadaljuje v mojstrskem razredu Stefana Hussonga na Visoki šoli za Glasbo v Würzburgu (Nemčija).
Luka Juhart je večkratni nagrajenec mednarodnih in državnih tekmovanj, dobitnik nagrade dr. Roman Klasinc, za izjemne umetniške dosežke (2001), nagrade sklada DAAD, za najboljšega tujega študenta Državne visoke šole za glasbo v Trossingenu (2002), nagrade Iris Marquardt Preis (2003) za enega najboljših študentov iste šole idr.
Izobraževal se je pri mnogih umetnikih: Tomažu Lorenzu, Margit Kern, Ivanu Kovalu, Christophu Bossertu in drugih. Redno snema za različne radijske postaje (RTV Maribor, RTV Ljubljana, RTV Koper, RTV Zagreb, ÖRF) in koncertira solistično ter v komornih zasedbah na odrih v Sloveniji, Nemčiji, Avstriji, Švici, Franciji, Švedski, Danski, Italiji in Hrvaški. Velik poudarek daje sodelovanju s sodobnimi komponisti, med drugimi z Urošem Rojkom, Klausom Huberjem in Vinkom Globokarjem. Sklada tudi sam. Je izredni profesor na Akademiji za glasbo v Ljubljani. Leta 2020 je prejel nagrado Prešernovega sklada.